# Aleksandr Jelizarov
Aleksandr Matvejevitsj Jelizarov (Russisch: Александр Матвеевич Елизаров) (Basjkirostan, 7 maart 1952) is een Russisch voormalig biatleet. 

## Carrière
Jelizarov won tweemaal de zilveren medaille op de sprint tijdens de wereldkampioenschappen en werd in 1977 wereldkampioen op de estafette. Jelizarov behaalde zijn grootste successen tijdens de Olympische Winterspelen 1976 in het Oostenrijkse Innsbruck door het winnen van de bronzen medaille op de 20 kilometer individueel en de gouden medaille op de estafette.

## Belangrijkste resultaten

### Wereldkampioenschappen
| Jaar | Plaats        | Onderdeel   | Onderdeel | Onderdeel | Onderdeel |
| Jaar | Plaats        | Individueel | Sprint    | Estafette |           |
| ---- | ------------- | ----------- | --------- | --------- | --------- |
| 1975 | Rasen-Antholz | —           | Zilver    | Zilver    |           |
| 1976 | Rasen-Antholz |             | Zilver    |           |           |
| 1977 | Lillehammer   | —           | 17e       | Goud      |           |

### Olympische Winterspelen
| Jaar | Plaats    | Onderdeel   | Onderdeel | Onderdeel |
| Jaar | Plaats    | Individueel | Estafette |           |
| ---- | --------- | ----------- | --------- | --------- |
| 1976 | Innsbruck | Brons       | Goud      |           |